# Почесний знак Кобург

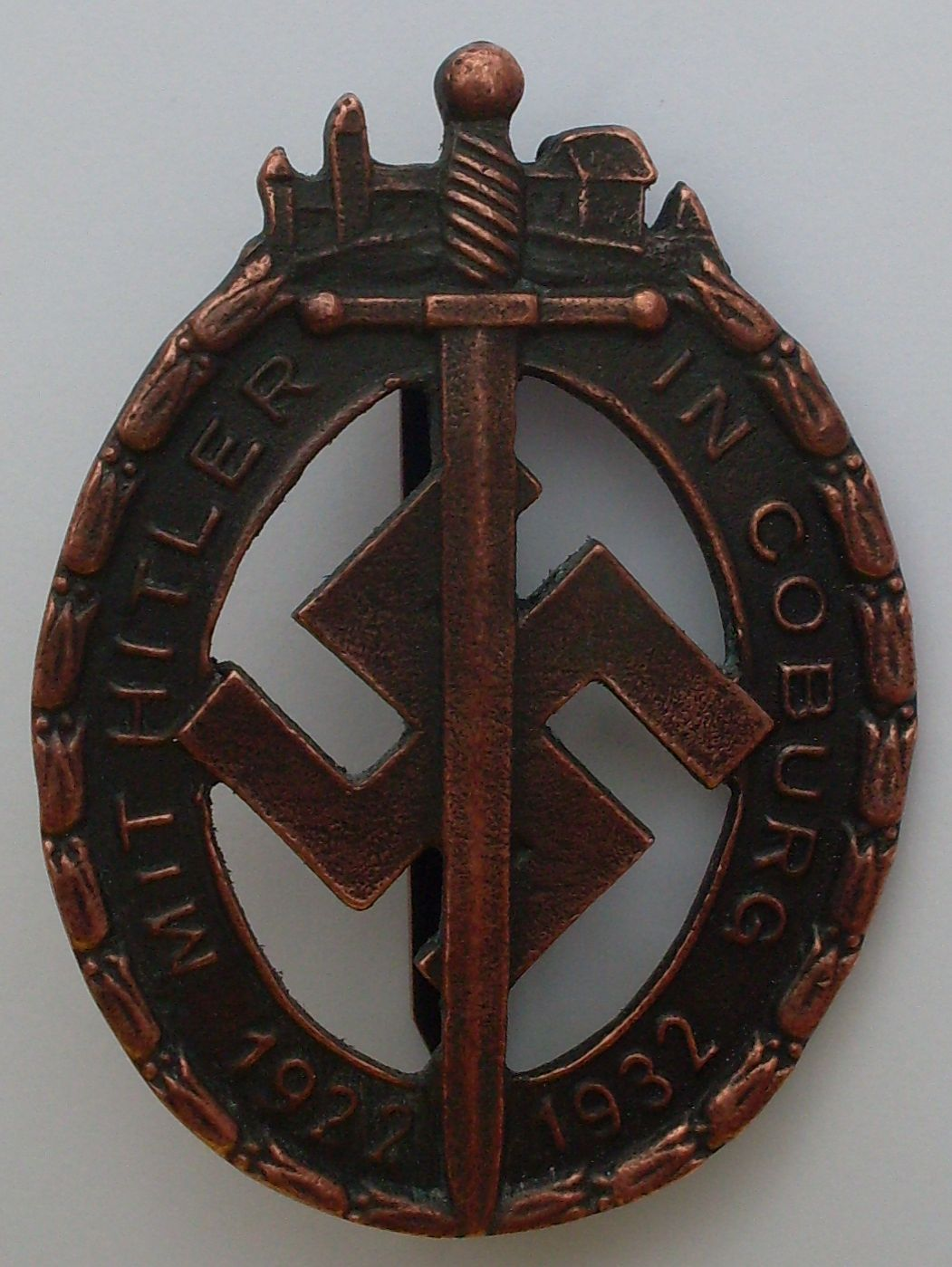
Почесний знак Кобург

Почесний знак Кобург (нім. Koburger Ehrenzeichen або Coburger Abzeichen) — партійна нагорода НСДАП. Знак заснований 15 жовтня 1932 року і вручався особисто Адольфом Гітлером в пам'ять про події «битви за Кобург» 1922 року.

## Історія
14 жовтня 1922 Адольф Гітлер і 650 штурмовиків в спеціальному поїзді, прибули на запрошення на «День нації» в Кобург. Там справа дійшла до вуличних боїв і бійки з прихильниками лівих партій. У своїй книзі «Моя боротьба» Гітлер назвав цю подію поворотним моментом в його політичній кар'єрі.

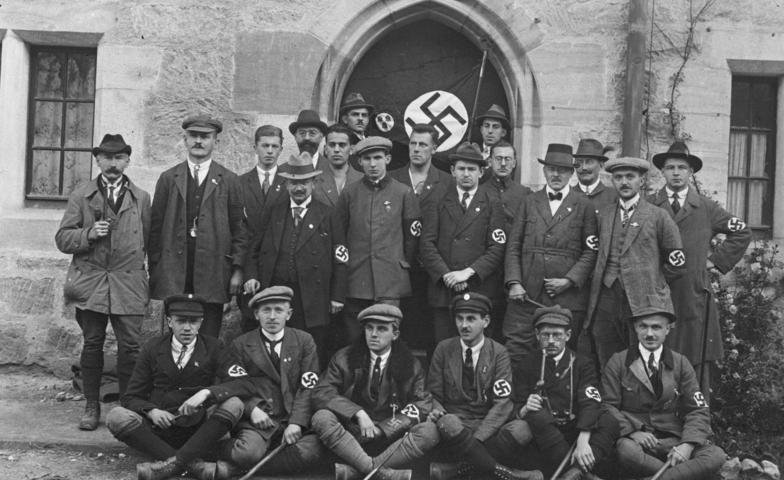
Делегація НСДАП у фортеці Фесте Кобург (14 жовтня 1922).

15 жовтня 1932 року на честь подій в Кобурзі їх учасники були удостоєні почесним знаком. Знак був розроблений Вальтером Луїсом з поправками, внесеними самим Гітлером. Було нагороджено близько 422 або 436 учасників подій. До лютого 1938 року було 418 нагороджених.

## Опис
У центрі знака зображена свастика як символ НСДАП, спереду вертикальний меч, як символ СА. В оточенні свастики і меча напис: «З Гітлером в Кобурзі 1922 1932». У верхній частині знака — зображення фортеці Фесте Кобург.

## Відомі нагороджені
- Адольф Гітлер
- Вальтер Бух
- Ульріх Граф
- Якоб Гріммінгер
- Франц Штангль

## Цікаві факти
- У фільмі Академія смерті почесним знаком Кобург нагороджений викладач фізкультури в NaPolA.